# Втрати силових структур внаслідок російського вторгнення в Україну (квітень — червень 2017)
У статті наведено список втрат українських військовослужбовців у російсько-українській війні з квітня по червень 2017 року Світла памʼять загиблим.

## Список загиблих з 1 квітня до 30 червня 2017 року
| №       | Світлина Емблема | Прізвище, ім'я, по-батькові                             | Про особу | Дата смерті    | Обставини смерті |
| ------- | ---------------- | ------------------------------------------------------- | --- | -------------- | --- |
| Квітень |                  |                                                         | |                | |
| 3647    |                  | Довгий Олександр Михайлович                             | 1 серпня 1985, Переяслав-Хмельницький Київська область. Старший солдат, водій-номер обслуги 30 ОМБр. Закінчив ПХДПУ ім. Г. Сковороди. Мобілізований 19.03.2014, проходив службу у місцевому райвійськкоматі. Служив за контрактом. 29.02.2016 відбув до складу 30-ї бригади в зону АТО. Залишилися мати, дружина та 8-річна донька. | 1 квітня 2017  | Загинув о 10:45 поблизу с. Старогнатівка Волноваського району, внаслідок ДТП. Похований на Підварському кладовищі Переяслава. |
| 3648    |                  | Свіренко Максим Олександрович                           | 9 серпня 1986, Запоріжжя (Хортицький район міста). Солдат, стрілець-зенітник 55 ОАБр. У 2015 служив зенітником в 9 ПОП НГУ. 08.09.2016 вступив на військову службу за контрактом у ЗСУ. Залишилися мати, дружина та маленька донька. | 2 квітня 2017  | Помер у бліндажі в районі м. Авдіївка, від гострої серцевої недостатності. О 17-й годині чоловіка бачили живим, він мав заступити на чергування, а о 17:10 його вже знайшли мертвим. За бажанням рідних прощання на території 55-ї бригади пройшло без преси. Похований у Запоріжжі на кладовищі Святого Миколая. |
| 3649    |                  | Слауцький Віталій Вікторович                            | 6 липня 1996, 20 років, Миколаївка (Бердянський район) Запорізька область. Солдат 3 БОП НГУ. 10.03.2016 вступив на військову службу за контрактом. Залишилися мати, сестра і молодший брат. | 2 квітня 2017  | Близько 22:40, на блокпосту на північних околицях м. Авдіївка, старший блокпосту, заступник командира роти по роботі з особовим складом, демонструючи порядок розбирання автомата, з необачності випустив автоматну чергу. Кулі пробили стінку та влучили в солдата, який перебував у їдальні, від кульового поранення в груди він помер під час транспортування до центральної лікарні Авдіївки. Похований в с. Миколаївка. |
| 3650    |                  | Латченко Артур Вікторович («Арчі», «Шумахер»)           | 30 листопада 1995, Більськ (Котелевський район) Полтавська область. Солдат, кулеметник 8-ї роти 3-го мехбатальйону 72 ОМБр. 2013 закінчив Полтавське вище міжрегіональне профучилище, столяр-верстатник. Працював теслею в СТОВ «Скіф». 2015—2016 проходив строкову службу в 169 НЦ «Десна» та 164 РТБр. 07.04.2016 підписав контракт, 766-та радіолокаційна рота (Полтава). 28.09.2016 відряджений на фронт до 72 ОМБр. Залишилися мати, сестра. | 3 квітня 2017  | Загинув під час бойового чергування на посту внаслідок мінометного обстрілу позиції Шахта «Бутівка», що розташована між Авдіївкою та окупованим селом Спартак (Ясинуватський район), — дістав осколкове поранення у шию, помер в кареті «швидкої». Похований в с. Більськ. |
| 3651    |                  | Макаров Владислав Романович                             | 3 вересня 1997, 19 років, Біла Церква Київська область. Солдат, механік-водій бойової машини 3-го батальйону 72 ОМБр. Закінчив Білоцерківське ПТУ ім. Поповича (2015, електрогазозварник). Після проходження строкової служби у 2016 підписав контракт. З 28.05.2016 виконував завдання у Мар'їнці та Авдіївці. Залишились мати, вітчим, брат і сестра. | 3 квітня 2017  | 02.03.2017 близько 17:00 дістав мінно-вибухові травми під час обстрілу поблизу м. Авдіївка, пережив кому, важку інтоксикацію та ампутацію обох ніг. Місяць боровся за життя, помер у Головному військовому госпіталі, м. Київ. Похований у Білій Церкві. |
| 3652    |                  | Третяк Олександр Євгенович                              | 28 вересня 1989, Дніпро. Старший солдат, гранатометник 3-го парашутно-десантного взводу 9-ї роти 3-го батальйону 81 ОАеМБр. Строкова служба — ВВ МВС. Закінчив індустріальний технікум та НМетАУ («Машинобудування», бакалавр). Мобілізований 24.04.2014, 25 ОПДБр, 3 батальйон, 7 рота. Учасник оборони Луганського аеропорту. Після демобілізації працював у ТОВ «ВКП Проммонтаж-Реконструкція», продовжив навчання в академії. 14.12.2016 підписав контракт у 81 ОАеМБр. Залишилась мати. | 3 квітня 2017  | Загинув під час виконання бойового завдання на передовій в районі Донецька від мінно-вибухової травми, внаслідок підриву на міні МОН, ще двоє бійців дістали поранення. Похований на Краснопільському кладовищі. |
| 3653    |                  | Ризанич Богдан Володимирович                            | 3 січня 1962, 55 років, Калуш Івано-Франківська область. Мешкав в Івано-Франківську. Капітан медичної служби, начальник медпункту протитанкового артдивізіону 44 ОАБр. 1985 закінчив Івано-Франківський медінститут, працював хірургом-травматологом на Сахаліні (РРФСР). Після розпаду СРСР повернувся до Івано-Франківська, 25 років працював у цілодобовому травмпункті міської лікарні № 1. В лютому 2017 уклав контракт із ЗСУ. Залишились дружина і дорослий син. | 3 квітня 2017  | Загинув о 12:40 під час виконання службових обов'язків у районі м. Лисичанська, від вогнепального поранення. Щодо обставин — проводиться перевірка ВСП і військовою прокуратурою. Похований на Алеї Слави міського кладовища Івано-Франківська в Чукалівці. |
| 3654    |                  | Соловйов Олександр Сергійович (Позивний «Соловій»)      | 24 січня 1996, Кінецьпіль Первомайський район (Миколаївська область). Мешкав у с-щі Кам'яний Міст. Солдат, механік-водій САУ 2С1 «Гвоздика» 1-го гаубичного самохідно-артилерійського дивізіону 17 ОТБр. У 2014 закінчив Кривоозерський аграрний ліцей, тракторист-машиніст, водій. Залишились батьки і брат. | 3 квітня 2017  | Загинув в результаті нещасного випадку від кульового поранення у груди на території військового табору поблизу с. Роздолівка (Бахмутський район). Похований у с-щі Кам'яний Міст. |
| 3655    |                  | Третяков Вадим Олександрович                            | 26 грудня 1987, Безруки (Дергачівський район) Харківська область. Солдат, стрілець 5-ї окремої бригади НГУ. Єдиний син у батьків. Залишились дружина і син. | 4 квітня 2017  | Загинув під час виконання службового обов'язку у с. Зайцеве (Бахмутський район), обставини не уточнено. Похований в с. Безруки. |
| 3656    |                  | Без'язичний Юрій Васильович                             | 2 квітня 1967, 50 років, Чорноморське Лиманський район (Одеська область). Підполковник, начальник штабу бригади 59 ОМПБр. Закінчив Харківське ВТКУ. Заочно навчався в Одеському РІДУ НАДУ (спеціалізація «Європейська інтеграція в умовах глобального врядування»). Залишився дорослий син — військовослужбовець ВМС ЗСУ. | 7 квітня 2017  | З важкими травмами декілька місяців перебував у комі. Помер в реанімаційному відділенні Запорізької обласної клінічної лікарні, не приходячи до свідомості. Похований в смт Чорноморське. |
| 3657    |                  | Саник Олег Володимирович                                | 21 липня 1980, Поділ (Срібнянський район) Чернігівська область. Мешкав у с. Івківці (Прилуцький район). Солдат, командир бойової машини — командир відділення 8-ї механізованої роти 3-го мехбатальйону 72 ОМБр. За фахом — газівник. Закінчив Прилуцький гідромеліоративний технікум (2000) та ІФНТУНГ (2005, заочно). Працював з 2000 — на підприємствах м. Прилуки, на газопроводі у Дагестані. З 29.01.2015 до 31.03.2016 служив за мобілізацією, в районі Волновахи. 31.01.2017 підписав контракт. Залишився син. | 12 квітня 2017 | Загинув внаслідок мінометного обстрілу ВОП на позиції Шахта «Бутівка», що розташована між Авдіївкою та окупованим селом Спартак (Ясинуватський район). Похований у с. Поділ. |
| 3658    |                  | Сургучова Аліна Ігорівна                                | 27 грудня 1995, 21 рік, Комар Великоновосілківський район Донецька область. Старший солдат, відповідальний виконавець групи спеціального документального забезпечення 53 ОМБр. До війни навчалась у Донецькому індустріально-педагогічному технікумі, з початком бойових дій залишила Донецьк. Наприкінці вересня 2016 вступила на військову службу за контрактом. Залишилась мати, Аліна була єдиною дитиною. | 13 квітня 2017 | Вбита випадковим пострілом у голову у розташуванні військової частини в м. Бахмут. Похована в с. Комар. |
| 3659    |                  | Деркач Юрій Олексійович                                 | 21 листопада 1997, 19 років, Гусарщина Охтирський район Сумська область. Мешкав у с. Карпилівка (Охтирський район). Матрос, гранатометник 503 ОБМП 36 ОБрМП. Ніс службу за контрактом. Залишились батьки та дві сестри. | 13 квітня 2017 | Загинув від кульового поранення на території бази між селами Водяне та Лебединське (Волноваський район) у Приазов'ї. Обставини не уточнені, за повідомленням Охтирської РДА, за фактом трагічної смерті Військовою прокуратурою відкрито провадження, тривають слідчі дії. Похований у Карпилівці. |
| 3660    |                  | Маслюченко Юрій Анатолійович                            | 19 жовтня 1974, Христинівка Черкаська область. Старший солдат, номер обслуги 40 ОАБр. Грав на трубі. Працював слюсарем в Христинівській «Сільгосптехніці». Після строкової служби переїхав у Черкаси. Деякий час працював у міліції. Потім відкрив власну справу. Приватний підприємець. У 2014 пішов добровольцем до лав ЗСУ, служив водієм у Харкові, перевозив вантажі у Донецькій області в зоні АТО. З листопада 2016 — на військовій службі за контрактом. Залишились батьки, дружина та троє дітей. | 18 квітня 2017 | Помер під час несення служби в районі м. Маріуполь, поблизу с. Тополине (Нікольський район). Похований в Христинівці. |
| 3661    |                  | Ніженський Василь Петрович (Позивний «Ніжний»)          | 24 січня 1988, Берестівець Уманський район Черкаська область. Мешкав у м. Умань. Старший сержант, начальник апаратної телеграфного засекреченого зв'язку ІТЦ вузла зв'язку та радіотехнічного забезпечення, авіабаза «Умань», 110-та авіаційна комендатура ПК «Центр», в/ч А2614. 2008 закінчив Тальянківський агротехнічний коледж, електромеханічне відділення. З 2008 проходив військову службу за контрактом в Умані. 19.11.2016 відряджений до 72 ОМБр на посаду стрільця-помічника гранатометника, з лютого 2017 — в зоні АТО. Залишились дружина і син. | 20 квітня 2017 | Загинув від уламкового поранення під час обстрілу спостережного пункту в промзоні м. Авдіївка, — противник застосував танки і міномети, один з танкових снарядів влучив у бліндаж. Похований в Берестівці. |
| 3662    |                  | Кірієнко Олександр Вікторович (Позивний «Орел»)         | 12 квітня 1997, 20 років, Гатне Києво-Святошинський район Київська область. З 2001 мешкав у с. Карпилівка (Козелецький район) Чернігівська область. Солдат 169 НЦ «Десна». З багатодітної родини. Закінчив Чернігівський профліцей, електрозварник. 16.05.2016 призваний на військову службу за контрактом, в лютому 2017 відряджений до 72 ОМБр, санінструктор. Залишилися мати, брати і сестри. | 20 квітня 2017 | Загинув від уламкового поранення у голову під час обстрілу спостережного пункту в промзоні м. Авдіївка, — противник застосував танки і міномети, один з танкових снарядів влучив у бліндаж. Похований в Карпилівці. |
| 3663    |                  | Гриза Едуард Іванович                                   | 17 березня 1996, Ясногородка (Єланецький район) Миколаївська область. Сержант, командир відділення, т.в.о. командира взводу розвідки 21 ОМПБ «Сармат» 56 ОМПБр. Закінчив Єланецький професійний аграрний ліцей. 15.12.2014 призваний на військову службу за контрактом. Воював у Волноваському районі: Гранітне, Новоселівка, Павлопіль, Донське. | 20 квітня 2017 | Трагічно загинув під час виконання службового обов'язку в зоні АТО, місце й обставини не уточнені. Похований в Ясногородці. |
| 3664    |                  | Смирнов Павло Юрійович                                  | 8 липня 1989, Полуботки Чернігівський район (Чернігівська область). Старший солдат, номер обслуги зенітно-кулеметного відділення 550-ї окремої радіолокаційної роти (в/ч А3547, Чернігів) 138 РТБр. Відряджений до 72 ОМБр у зону АТО. Працював бібліотекарем у шкільній бібліотеці в с. Халявин. 06.07.2015 вступив на військову службу за контрактом. Залишились батьки і брат. | 22 квітня 2017 | Близько 22:00 дістав тяжке поранення у живіт внаслідок мінометного обстрілу спостережного пункту поблизу смт Верхньоторецьке (Ясинуватський район). Помер у шпиталі Торецька від поранення і втрати крові. Похований у с. Полуботки. |
| 3665    |                  | Аміров Руслан Алієвич                                   | 31 березня 1992, Сосниця Чернігівська область. Солдат, кулеметник 2-ї механізованої роти 1-го мехбатальйону 72 ОМБр. Закінчив Сосницький професійний аграрний ліцей (2010, електромонтер). Строкова служба — 300-й танковий полк, механік-водій танка. 26.05.2015 вступив на військову службу за контрактом. Залишилася мати. | 23 квітня 2017 | Загинув від кулі снайпера під час бойового зіткнення на передовій позиції у промзоні м. Авдіївка. Похований у Сосниці. |
| 3666    |                  | Кобченко Сергій Геннадійович                            | 6 червня 1972, Канів Черкаська область. Старший сержант, гранатометник 72 ОМБр. Здобув професійно-технічну освіту в С.-Петербурзі. 25.02.2016 призваний на військову службу за контрактом. Залишилась донька. | 25 квітня 2017 | Загинув від осколкових поранень в результаті обстрілу опорного пункту у промзоні м. Авдіївка. Похований в Канєві. |
| 3667    |                  | Мельник Іван Олександрович                              | 7 липня 1994, Хмельницький. Солдат 383 ОПДКЛА ПС ЗСУ. КМС з веслування на байдарках і каное, призер чемпіонатів України та області (2006—2015). Закінчив ХНУ, гуманітарно-педагогічний факультет. В лютому 2016 вступив на військову службу за контрактом. Восени відряджений до 95 ОДШБр в зону АТО, командир відділення. Залишились батьки і сестра. | 25 квітня 2017 | Загинув від кулі снайпера під час бойового чергування на ВОП поблизу смт Новгородське, на Горлівському напрямку. Похований у Хмельницькому. |
| 3668    |                  | Шевченко Василь Віталійович                             | 13 грудня 1988, Білоусівка (Драбівський район) Черкаська область. Солдат, снайпер 3-ї десантно-штурмової роти 1-го десантно-штурмового батальйону 80 ОДШБр. Залишилась батьки і донька. | 25 квітня 2017 | Загинув від смертельного поранення у голову в с-щі Піски (Ясинуватський район). Похований у Білоусівці. |
| 3669    |                  | Штейко Олександр Борисович (Позивний «Батарейка»)       | 14 лютого 1971, Балки (Барський район) Вінницька область. Мешкав у м. Бар. Старший сержант, командир бойової машини (БМП) — командир відділення 72 ОМБр. Пройшов строкову службу на флоті у Хабаровську (РРФСР). Закінчив торговельний технікум. Працював у Барському райавтодорі. На фронті з 2014. 29.09.2016 підписав контракт. Залишилася мати. | 26 квітня 2017 | Загинув під час обстрілу від смертельного вогнепального поранення у груди на бойовому посту поблизу смт Верхньоторецьке — с. Троїцьке (Ясинуватський район). Похований в с. Балки. |
| 3670    |                  | Шапошник Ігор Андрійович                                | 20 червня 1998, 18 років, Харків. Солдат, номер обслуги 1-го механізованого батальйону 92 ОМБр. Сирота, вихованець дитячого будинку смт Золочів. Закінчив профтехучилище. В грудні 2016 вступив на військову службу за контрактом. | 28 квітня 2017 | Загинув близько 5:00 внаслідок мінометного обстрілу позицій бригади поблизу м. Красногорівка. Похований у Харкові. 11 травня у шпиталі помер тяжко поранений під час того ж обстрілу командир гармати Олексій Пудов. |
| 3671    |                  | Бердник Олександр Олегович                              | 1 травня 1995, Велика Тернівка (Якимівський район), Запорізька область. З дитинства мешкав у с. Дирдин Городищенський район Черкаська область. Матрос, водій 2-ї роти морської піхоти 137 ОБМП. Займався кікбоксингом. Закінчив Городищенське ПТУ № 14. 2015 був призваний на військову службу, в лютому 2016 підписав контракт ще на три роки. Залишився батько. | 28 квітня 2017 | Загинув внаслідок підриву військового автомобіля на міні поблизу с. Павлопіль на Маріупольському напрямку. Похований в с. Дирдин. |
| 3672    |                  | Лисак Михайло Іванович                                  | 20 листопада 1987, Гнівань Тиврівський район Вінницька область. Молодший сержант, стрілець 1-го відділення 3-го взводу роти охорони 137-го об'єднаного Центру МТЗ ПС ЗСУ, в/ч А2287. Закінчив Гніванське ПТУ-12. Служив за контрактом з 25.06.2014. Відряджений до 2-го гаубичного самохідно-артилерійського дивізіону 24 ОМБр в зону АТО. Залишились батьки. | 28 квітня 2017 | Загинув близько 20:30 під час несення військової служби на ВОП № 2402, поблизу с. Новозванівка Попаснянського району. У висновку СМЕ причиною смерті вказане самогубство (застрелився з автомата). Похований на міському кладовищі Гнівані по вул. Гулевич. |
| 3673    |                  | Кучерков Микола Миколайович (Позивний «Танк»)           | 9 січня 1990, Новоспаське (Приазовський район) Запорізька область. Мешкав у м. Мелітополь. Сержант, головний сержант підрозділу 23 ОМПБ «Хортиця» 56 ОМБр. У 2014 добровольцем пішов до військкомату, воював у складі 37 ОМПБ «Запоріжжя» в районі Маріуполя. Після демобілізації за кілька місяців підписав контракт у 23 ОМПБ. | 29 квітня 2017 | Дістав кульове наскрізне проникаюче поранення черевної порожнини від кулі снайпера у промзоні м. Авдіївка. Операція тривала більше 5 годин, але врятувати життя Миколи не вдалося, він помер в авдіївській лікарні. Похований в с. Новоспаське. |
| 3674    |                  | Афанасьєв Віктор Вікторович                             | 31 липня 1992, Вилок Виноградівський район Закарпатська область. Мешкав у м. Хмельницький. Солдат, стрілець-помічник гранатометника 25 ОПДБр. Сирота, вихованець Вовчинецької школи-інтерната. Закінчив Чорноострівський аграрний ліцеї. У травні 2014 вступив на військову службу за контрактом. Залишилися прийомний батько, сестри. | 29 квітня 2017 | Загинув внаслідок обстрілу ВОП поблизу смт Зайцеве на Горлівському напрямку. Похований у м. Виноградів. |
| 3675    |                  | Майборода Денис Анатолійович (Позивний «Красавчик»)     | 15 лютого 1980, Кривий Ріг Дніпропетровська область. Сержант, командир 2-го відділення глибинної розвідки 1-го взводу роти глибинної розвідки 131 ОРБ (курінь УНСО). Займався кікбоксингом. Служив у прикордонному загоні СпП. Гірник, шахта «Родіна». Закінчив КНУ. Працював у київському Метробуді. На фронт пішов добровольцем 04.04.2014, згодом підписав контракт. Залишився син. | 30 квітня 2017 | Загинув під час виконання бойового завдання неподалік с. Катеринівка (Попаснянський район) внаслідок мінометного обстрілу. Похований у Кривому Розі. |
| Травень |                  |                                                         | |                | |
| 3676    |                  | Лобінський Руслан Юрійович (Позивний «Курбаші»)         | 18 березня 1977, мешкав у м. Харків. Молодший сержант, фельдшер зенітного ракетно-артилерійського дивізіону 56 ОМБр. На війні — три роки. 2014-го служив у прикордонному загоні на Луганщині. З 30.08.2016 — на Донеччині. | 1 травня 2017  | Помер від інсульту під час несення служби. |
| 3677    |                  | Мальков Юрій Станіславович (Позивний «Оптовик»)         | 25 серпня 1986, Кривий Ріг Дніпропетровська область. Молодший сержант, командир 2-го мотопіхотного відділення 2-го мотопіхотного взводу 3-ї мотопіхотної роти 43 ОМПБ «Патріот» 53 ОМБр. Машиніст тепловозу Первомайського кар'єру Північного ГЗК. Доброволець 2014 року. Спочатку був кулеметником БМП. Демобілізувався восени 2015, а 15.02.2017 підписав контракт. Залишилась дружина та двоє дітей. | 1 травня 2017  | На Світлодарській дузі після 17:00 група українських військових потрапила під потужний обстріл поблизу смт Луганське. Юрій дістав смертельне поранення, — ворожа куля перебила артерію. Загинули також двоє розвідників, які йшли йому на допомогу. Евакуювати тіла загиблих не вдалось через сильну вогневу протидію противника, вони були передані українській стороні 6 травня біля м. Щастя, у присутності СММ ОБСЄ. Похований у Кривому Розі. |
| 3678    |                  | Смірнов Сергій Миколайович (Позивний «Одеса»)           | 29 липня 1980, Одеса. Мешкав у м. Олешки Херсонська область. Сержант, старший розвідник — в.о. командира взводу розвідки 1-ї мотопіхотної роти 43 ОМПБ «Патріот» 53 ОМБр. Закінчив будівельний технікум, працював на будівництві та ремонтах. Мобілізований у вересні 2014. Виконав понад сотню вдалих бойових виходів. 04.01.2017 підписав контракт. Залишились дружина та двоє синів. | 1 травня 2017  | На Світлодарській дузі після 17:00 група українських військових потрапила під потужний обстріл поблизу смт Луганське. Троє розвідників намагались врятувати пораненого Юрія Малькова, але потрапили у засідку. В бою двоє розвідників загинули, ще один дістав поранення. Евакуювати тіла загиблих не вдалось через сильну вогневу протидію противника, вони були передані українській стороні 6 травня біля м. Щастя, у присутності СММ ОБСЄ. Похований в Олешках. |
| 3679    |                  | Біжко Анатолій Вікторович                               | 7 квітня 1995, Верхній Рогачик, Верхньорогачицький район, Херсонська область. З 10 років мешкав у м. Нікополь Дніпропетровська область. Старший солдат, снайпер розвідувального відділення розвідвзводу 1-ї мотопіхотної роти 43 ОМПБ «Патріот» 53 ОМБр. Виріс у багатодітній родині. Закінчив Нікопольський профліцеї № 42 (2013, маляр-штукар). З жовтня 2013 служив у 74 ОРБ. Пройшов бої за Донецький аеропорт (2014—2015). 01.12.2016 переведений до 43 ОМПБ. Залишились батько, сестра, двоє братів. | 1 травня 2017  | На Світлодарській дузі після 17:00 група українських військових потрапила під потужний обстріл поблизу смт Луганське. Троє розвідників намагались врятувати пораненого Юрія Малькова, але потрапили у засідку. В бою двоє розвідників загинули, ще один дістав поранення. Евакуювати тіла загиблих не вдалось через сильну вогневу протидію противника, вони були передані українській стороні 6 травня біля м. Щастя, у присутності СММ ОБСЄ. Похований у Нікополі. |
| 3680    |                  | Богданов Сергій Вікторович (Позивний «Бетмен»)          | 2 травня 1957, 60 років, Мелітополь Запорізька область. Сержант, головний сержант взводу — командир відділення зенітного артилерійського взводу 23 ОМПБ «Хортиця» 56 ОМБр. Був мобілізований 16.04.2015 до Роти охорони Мелітопольсько-Веселівського ОРВК. 30.06.2015 перейшов на контракт у 23-й батальйон. | 2 травня 2017  | Загинув о 21:30, у свій день народження, від мінно-вибухової травми внаслідок мінометного обстрілу в районі м. Авдіївка. Похований у Мелітополі. |
| 3681    |                  | Чуприна Андрій Іванович                                 | 1 вересня 1996, 20 років, Кремінна Луганська область. Матрос, розвідник-оператор (кулеметник) 500 ОБМП 36 ОБрМП. Після смерті матері виховувався бабусею та дідусем. Складав реп під ніком «Чапа», виступав на міських дискотеках. По закінченні ліцею підписав контракт на військову службу. Залишились дід, бабуся і тітка. | 3 травня 2017  | Під час планових занять з бойової підготовки в районі проведення АТО дістав вибухову травму та осколкові поранення голови та шиї внаслідок підриву імітаційних засобів. Під час транспортування до медзакладу зупинилося серце, лікарями військово-мобільного госпіталю проведено невідкладні реанімаційні заходи, дві години намагалися запустити серце, але врятувати життя воїна не вдалось. Похований на центральному кладовищі Кремінної. |
| 3682    |                  | Ковальський Валентин Геннадійович                       | 9 травня 1991, Житомир. Молодший сержант, командир відділення — снайпер роти снайперів 95 ОДШБр. Займався кікбоксингом. До війни проходив строкову службу у військах МВС у Донецьку, продовжив військову службу за контрактом у ЗСУ. 2014 вступив до ЖНАУ («інженер-механік», заочна форма). З весни 2014 служив на Арабатській стрілці на адмінкордоні з окупованим Кримом, по тому були бої за Слов'янськ, оборона Карачуна, марш на Савур-Могилу, де був важко поранений. З того часу проходив лікування та реабілітацію, повернувся до занять спортом. Залишились батьки, брат та маленька донька. | 5 травня 2017  | 27.07.2014, під час рейду 95-ї бригади на Савур-Могилу, десантники потрапили у засідку біля Торезу. У бою Валентин дістав тяжке поранення у живіт від кулі снайпера. Коли потрапив на операцію до Харківського шпиталю, вже почався перитоніт. Переніс 8 операції у Харкові, Києві та Львові, втратив 40 кг ваги. 2015 два місяці перебував в Ізраїлі, де йому зробили три операції, почався процес реабілітації, мріяв повернутись на службу. 05.05.2017 раптово помер внаслідок інсульту. Похований на Смолянському військовому кладовищі Житомира. |
| 3683    |                  | Чипенко Ростислав Анатолійович                          | 21 жовтня 1978, Полтава. Молодший сержант, старший сапер інженерно-саперного взводу 90 ОАеМБ 81 ОАеМБр. Таксист. Вступив на військову службу за контрактом у жовтні 2016, пройшов курси сапера. У березні 2017 відбув до зони АТО: Курахове, Мар'їнка. Залишилася дружина та троє дітей. | 8 травня 2017  | Близько 12:00, під час проведення дорозвідки поблизу с. Славне (Мар'їнський район), ідучи попереду групи, підірвався на вибуховому пристрої з «розтяжкою». Прикривши собою чотирьох розвідників, зазнав мінно-вибухової травми та множинних осколкових поранень ніг і голови, помер у лікарні. Похований в Полтаві. |
| 3684    |                  | Смолінський Ярослав Васильович                          | 4 жовтня 1995, Дітківці (Зборівський район) Тернопільська область. Солдат 4-го стрілецького батальйону (Ужгород) 2-ї окремої Галицької бригади НГУ. Навчався у Тернополі. Призваний на строкову службу у червні 2016, був направлений в сержантську школу до Золочева, потім два місяці служив в Ужгороді, погодився пройти бойову службу в зоні АТО, охороняв об'єкти на 3-й лінії оборони. Планував укласти контракт. Залишилися батьки та три сестри. | 8 травня 2017  | Загинув у зоні проведення АТО на Луганщині, в результаті необережного поводження зі зброєю співслужбовця, який випадково вистрілив в Ярослава. Помер від ушкодження печінки. Похований в Дітківцях. |
| 3685    |                  | Савлук Павло Валентинович (Позивний «Фізрук»)           | 29 січня 1991, Плетений Ташлик Маловисківський район Кіровоградська область. Мешкав у с. Верхньоінгульське Бобринецький район. Матрос, розвідник-номер обслуги 2-го розвідувального відділення 3-го розвідвзводу розвідувальної роти 36 ОБрМП. Закінчив Кіровоградський НЦ № 6 (2011, столяр-будівельник). Займався тайським боксом. 30.06.2016 вступив на військову службу за контрактом. Залишилися мати і брат. | 9 травня 2017  | 30 квітня, під час виконання бойового завдання поблизу с. Водяне, на спостережному пункті зазнав кульового наскрізного поранення голови від кулі снайпера, 9 днів перебував у комі, помер в лікарні імені Мечникова, м. Дніпро. Похований у с. Верхньоінгульське. |
| 3686    |                  | Кочубей Денис Миколайович                               | 26 червня 1997, 19 років, Криштопівка (Близнюківський район) Харківська область. Солдат, навідник-оператор 53 ОМБр. Закінчив ПТУ сільськогосподарського напрямку в смт Юріївка на Дніпропетровщині. 15.09.2016 вступив на військову службу за контрактом, пройшов підготовку в 169 НЦ «Десна», на початку квітня 2017 відбув до зони АТО. Залишились батьки і сестра. | 9 травня 2017  | Загинув на бойовому чергуванні від кулі снайпера під час обстрілу позиції бригади поблизу смт Луганське на Світлодарській дузі. Похований у Криштопівці. |
| 3687    |                  | Пудов Олексій Анатолійович                              | 2 липня 1984, Чугуїв Харківська область. Молодший сержант, командир гармати — командир відділення 1-го мехбатальйону 92 ОМБр. Проходив службу за контрактом з 2016. Залишилась маленька донька. | 11 травня 2017 | 28 квітня, в районі м. Красногорівка, дістав важкі поранення під час мінометного обстрілу (тоді загинув Ігор Шапошник), — численні ушкодження внутрішніх органів і травматична ампутація ноги. Перебував у шпиталі м. Дніпро у вкрай важкому стані, переніс кілька операцій, помер 11 травня. Похований у Чугуєві. |
| 3688    |                  | Ліптуга Олександр Сергійович                            | 16 червня 1986, Сімферополь, Кримська область, УРСР. Мешкав у м. Вознесенськ Миколаївська область. Старший сержант, командир відділення інженерно-саперного взводу інженерно-саперної роти групи інженерного забезпечення 53 ОМБр. Випускник сімферопольської школи № 29. На військовій службі — з 2005, з 2006 служив за контрактом. Восени 2015 перейшов у 53-тю бригаду. Залишилась мати. | 11 травня 2017 | Загинув внаслідок підриву на вибуховому пристрої під час виконання бойового завдання поблизу ВОП № 4311 в районі смт Луганське на Світлодарській дузі, ще один сапер дістав поранення. Похований у Вознесенську. |
| 3689    |                  | Сіхарулідзе Давид Кайнович                              | 27 жовтня 1973, с. Супса Гурія Грузія. Мешкав у м. Тбілісі. Майор запасу ЗС Грузії. Молодший сержант, інструктор, командир відділення 1-ї штурмової роти 24 ОШБ «Айдар» 53 ОМБр. Учасник війни в Абхазії (1992—1993) та російсько-української війни (2008). Закінчив військову академію Грузії та військове училище Бундесверу. 2010—2014 був наставником у грузинському Національному тренувальному центрі «Крцанісі». 16.02.2014 звільнився в запас і приїхав в Україну, був інструктором, згодом підписав контракт. Залишилася дружина та двоє дітей. | 11 травня 2017 | Загинув від осколкового поранення у живіт внаслідок обстрілу поблизу с. Новолуганське (Бахмутський район Донецька область) на «Світлодарській дузі». Давида довезли до шпиталю, але він помер від поранення і втрати крові. Похований у рідному селі Супса. |
| 3690    |                  | Тинянов Олександр Сергійович                            | 17 червня 1990, Таврійське (Оріхівський район) Запорізька область. Молодший сержант, номер обслуги (навідник кулемету ПКМ) взводу охорони 2-ї роти охорони батальйону охорони 55 ОАБр (колишній 39 ОПМБ «Дніпро-2»). Залишились дружина та донька. | 19 травня 2017 | 2 травня дістав поранення у голову від кулі снайпера в районі міста Авдіївка. Помер від поранення в лікарні ім. Мечникова м. Дніпро. Похований у с. Таврійське. |
| 3691    |                  | Ішутін Богдан Євгенович                                 | 11 жовтня 1998, 18 років, Теребовля Тернопільська область. Солдат, номер обслуги 44 ОАБр. Був наймолодшою дитиною в сім'ї. Коли виповнилось 18 років, одразу ж підписав контракт на військову службу. Залишились батьки, дві сестри і брат, теж учасник АТО. | 22 травня 2017 | Загинув близько 4:00 від вогнепального поранення, під час виконання службових обов'язків в районі смт Новоайдар. Деталі та причини загибелі солдата з'ясовує слідство. Похований в Теребовлі. |
| 3692    |                  | Дробот Віктор Іванович                                  | 13 березня 1969, Борова (Фастівський район) Київська область. Мешкав у м. Київ. Прапорщик, військовослужбовець групи Цивільно-військового співробітництва ЗСУ. З березня 2016 проходив службу на посаді сержанта з матеріального забезпечення 5-ї навчальної роти ліцеїстів Київського військового ліцею імені Івана Богуна. В зоні АТО займався вивезенням тіл загиблих воїнів і їх доправленням до дому. | 25 травня 2017 | 22 травня в зоні АТО сталася зупинка серця, клінічна смерть. Діагноз: «масивний субарахноїдальний крововилив». Лікарям 66-го мобільного шпиталю вдалося повернути Віктора до життя, але стан його залишався вкрай важким. 24 травня був перевезений вертольотом у Дніпро, наступного дня помер у лікарні ім. Мечникова. Похований в смт Борова. |
| 3693    |                  | Шевченко Тарас Григорович (Позивний «Кобзар»)           | 13 серпня 1969, Кривий Ріг Дніпропетровська область. Старший солдат, старший сапер взводу парашутно-десантного батальйону 25 ОПДБр. 1987 закінчив ПТУ № 29. Строкова служба — прикордонні війська СРСР, Севастополь. У 1990-х працював в ОВС. По тому — електрогазозварником, слюсарем: «Криворіжсталь», «Суха Балка», Південний ГЗК, «Вагонне депо „Мудрьона“». З 14.07.2015 по жовтень 2016 служив за мобілізацією, продовжив службу за контрактом. Залишились донька та онука. | 30 травня 2017 | Загинув від мінно-вибухової травми внаслідок підриву на вибуховому пристрої під час виконання бойового завдання в районі м. Залізне (Торецька міська рада). Похований у Кривому Розі. |
| 3694    |                  | Михайлик Сергій Віталійович                             | 4 грудня 1989, Прохорівка (Канівський район) Черкаська область. Старший солдат, кулеметник 72 ОМБр. Здобув професію муляра-плиточника у Черкасах. Працював на прохорівських базах відпочинку. З 2015 до 01.04.2016 проходив службу у 80 ОДШБр в зоні АТО. Після демобілізації влаштувався на роботу в Каневі. Наприкінці січня 2017 підписав контракт і повернувся на фронт. Залишились батьки. | 31 травня 2017 | Дістав важке поранення у голову 30 (13) травня в районі м. Авдіївка, перебував у критичному стані, помер в лікарні ім. Мечникова у Дніпрі. Похований в с. Прохорівка. |
| Червень |                  |                                                         | |                | |
| 3695    |                  | Бурачук Василь Васильович (Позивні «Комод», «Циган»)    | 18 травня 1994, Красноїльськ Сторожинецький район Чернівецька область. З 2001 мешкав у с. Журавка (Городищенський район) Черкаська область. Сержант, командир бойової машини — командир відділення 30 ОМБр. 27.05.2015 був призваний на строкову службу, 30.09.2015 підписав контракт. Залишились цивільна дружина та донька. | 2 червня 2017  | Загинув у бою від кулі снайпера у шию поблизу с. Богданівка (Волноваський район). Похований в Журавці. |
| 3696    |                  | Халазій Ігор Михайлович (Позивний «Манюня»)             | 11 травня 1978, Полтава. З 2013 проживав у м. Ірпінь Київська область. Старший солдат, стрілець-помічник гранатометника 3-го мехбатальйону 92 ОМБр. З 05.09.2015 по 20.10.2016 служив за мобілізацією, воював на Луганщині, 30.05.2017 підписав контракт. Залишились дружина та троє дітей. | 2 червня 2017  | Загинув поблизу с. Новомихайлівка (Мар'їнський район) внаслідок підриву на вибуховому пристрої. Похований у с. Кашперівка (Тетіївський район). |
| 3697    |                  | Маріанчук Вадим Валерійович                             | 26 березня 1977, Торецьк Донецька область. Старший лейтенант, командир взводу 53 ОМБр. | 2 червня 2017  | Помер під час несення служби поблизу с. Васюківка (Бахмутський район). Похований у Торецьку. |
| 3698    |                  | Кобець Михайло Олександрович                            | 23 червня 1995, Білошицька Слобода Корюківський район Чернігівська область. Матрос, навідник взводу десантно-штурмової роти 137 ОБМП. З багатодітної родини. 2015 закінчив Щорське ВПУ лісового господарства (місто Сновськ). 04.11.2015 призваний на строкову службу, в подальшому підписав контракт. На фронті — з осені 2016. Залишилися матір, вітчим та четверо братів. | 3 червня 2017  | Дістав тяжке осколкове поранення внаслідок артилерійського обстрілу опорного пункту поблизу с. Чермалик у Приазов'ї, під час транспортування до шпиталю помер від втрати крові. Похований в с. Білошицька Слобода. |
| 3699    |                  | Бойко Олександр Олександрович                           | 3 грудня 1981, Вознесенськ Миколаївська область. Мешкав у м. Хмельницький, м. Івано-Франківськ. Полковник (посмертно), заступник командира загону — командир 2-ї розвідпошукової групи СпП ОЗСпП «Вега-Захід» НГУ. Випускник ОІСВ (2004). 10 років служив у 8 ОПСпП, з 2015 — в спецпідрозділі НГУ. На фронті — з 2014. Залишилися дружина та донька. | 3 червня 2017  | Загинув від чисельних поранень під час розвідки поблизу с. Катеринівка (Попаснянський район), де розвідгрупа потрапила під обстріл. Евакуювати тіло не вдалось, його знайшли лише у серпні. Похований 19.08.2017 на кладовищі Ракове (Хмельницький). |
| 3700    |                  | Белоцький Тарас Миколайович                             | 6 червня 1979, Рівне. Військовослужбовець 146 ОРВП, відряджений до 14 ОМБр, навідник. 1998 закінчив Рівненський державний автотранспортний технікум за спеціальністю «Технічне обслуговування та ремонт автомобілів і двигунів», 2003 року — Міжнародний університет «Рівненський економіко-гуманітарний інститут» за спеціальністю «Фінанси». З серпня 2003 працював в ГУ статистики у Рівненській області на посаді головного спеціаліста-економіста відділу фінансово-економічного забезпечення, бухгалтерського обліку та звітності. Майстер спорту з карате. З березня 2015 по квітень 2016 проходив службу за мобілізацією, з 31.07.2015 по 28.11.2015 — в зоні АТО. 11.10.2016 підписав контракт. Залишились батьки.       | 7 червня 2017  | Трагічно загинув від кульового поранення під час виконання військового обов'язку в районі «Бахмутської траси» на Луганщині, обставини не уточнено. Тіло відправили до Рівного зі Станиці Луганської. Похований на кладовищі «Нове» м. Рівне. |
| 3701    |                  | Потєхін Анатолій Миколайович                            | 6 січня 1969, Хмільник, Вінницька область. Мешкав у с. Висока Піч Житомирський район Житомирська область. Капітан, старший офіцер відділення СпП 12 ОМПБ «Київ» 72 ОМБр. 1986 закінчив Мінське суворівське училище, 1990 — КВЗКУ ім. Фрунзе. Служив у житомирській частині, командир розвідроти, 1999 звільнився в запас. Член НРУ з 1999. Підприємець, гравець ФК «Пак-Трейд», представник команди, громадський активіст, волонтер. В лютому 2017 повернувся на військову службу за контрактом. Залишилась дружина та двоє дітей. | 7 червня 2017  | Загинув під час розвідки в районі м. Авдіївка, — між с-щем Кам'янка (Ясинуватський район) та окупованим с-щем Крута Балка, — від осколкового поранення голови внаслідок підриву на вибуховому пристрої з «розтяжкою», встиг закрити собою побратима. Похований у Високій Печі. |
| 3702    |                  | Лайков Володимир Михайлович                             | 8 жовтня 1985, Голубівка (Новомосковський район) Дніпропетровська область. Старший солдат, кулеметник 93 ОМБр. Вступив на військову службу за контрактом. Залишились батьки і сестра. | 7 червня 2017  | Загинув близько 11:00 від мінно-вибухової травми, що несумісна з життям, в районі траси «Бахмутка», внаслідок обстрілу ВОП на північ від окупованого с. Жолобок (Попаснянський район). Російсько-терористичні війська, намагаючись розширити свій плацдарм біля Жолобка, після безуспішної спроби прориву позиції бригади, відкрили вогонь з артилерії, танків та мінометів. Ще 8 українських захисників дістали поранення. Похований в с. Голубівка. |
| 3703    |                  | Березка Михайло Васильович                              | 17 жовтня 1996, 20 років, Бринці-Церковні Жидачівський район Львівська область. Солдат, водій 3-го мехбатальйону 24 ОМБр. У серпні 2016 вступив на військову службу за контрактом, на фронті — з 05.11.2016. Залишились мати і сестра. | 8 червня 2017  | Загинув близько 13:10 внаслідок мінометного обстрілу позиції бригади поблизу с. Катеринівка (Попаснянський район). Похований в с. Бринці-Церковні. |
| 3704    |                  | Полозов Вадим Олексійович                               | 16 листопада 1995, Тростянець Сумська область. Старший сержант, сержант з матеріального забезпечення 300 НТП 169 НЦ «Десна», в/ч пп В0934. Закінчив технікум («Фінанси та кредит»). Займався кікбоксингом, грав у футбол. Призваний на військову службу в листопаді 2015, у червні 2016 підписав контракт. Планував навчатись у школі офіцерів, одружитись. Залишились батьки і молодша сестра. | 9 червня 2017  | Під час службового відрядження в зону АТО ввечері 8 червня здійснив спробу самогубства, внаслідок чого помер незадовго до світанку 9 червня у Сіверську (Бахмутський район). Похований на Центральному кладовищі Тростянця. |
| 3705    |                  | Кириченко Ілля Олександрович                            | 30 березня 1988, Жовті Води Дніпропетровська область. Солдат, стрілець — помічник гранатометника мехбатальйону 93 ОМБр. Закінчив СНУЯЕтаП (Севастополь). Працював головним інспектором з радіаційної безпеки Держекоінспекції у Жовтих Водах, по тому їздив до Європи на заробітки. В лютому 2017 вступив на військову службу за контрактом, на фронті — з 13.05.2017. Залишились батьки, брат. | 10 червня 2017 | Близько 21:30 дістав несумісні з життям осколкові поранення внаслідок мінометного обстрілу опорного пункту поблизу села Кримське (Новоайдарський район), помер під час евакуації. Похований у Жовтих Водах. |
| 3706    |                  | Звездогляд Віталій Вікторович                           | 12 серпня 1992, Косенівка Уманський район Черкаська область. Старший солдат, навідник 10 ОМПБ «Полісся» 59 ОМПБр. Закінчив Уманський професійний ліцей і Тальнівський будівельно-економічний коледж. Строкова служба: в/ч 3009 ВВ МВС, 2011—2012, м. Сімферополь. У лютому 2014 вступив на військову службу за контрактом, 222-й ЦАББ Озброєння ЗСУ, в/ч А1588. З 2015 — в зоні АТО у складі 59 ОМПБр. Залишились батьки та молодша сестра. | 10 червня 2017 | Успішно відбивши атаку ворога, українські бійці зупинили наступ терористів поблизу с. Павлопіль Волноваського району. Коли все стихло, о 20:00, до окопів несподівано прилетіла міна. Віталій перебував на передовій позиції та отримав смертельне поранення. Похований в Косенівці. |
| 3707    |                  | Довгаль Анатолій Олександрович (Позивний «Дід»)         | 21 січня 1959, 58 років, Комісарівка, Перевальський район, Луганська область. Мешкав у с. Перемога (Дніпровський район) Дніпропетровська область. Старший сержант, розвідник-кулеметник розвідувальної роти 74 ОРБ. 14.03.2016 уклав контракт «до закінчення особливого періоду», служив у роті глибинної розвідки. Залишились дружина, троє синів, онуки. | 10 червня 2017 | Загинув внаслідок прямого влучення міни у бліндаж під час обстрілу поблизу с. Павлопіль Волноваського району. Похований у м. Підгородне. |
| 3708    |                  | Горо Сергій Петрович                                    | 9 жовтня 1981, Кетросу (Аненій-Нойський район) Молдова. З дитинства мешкав у с. Зелений Под Горностаївський район Херсонська область. Молодший сержант, розвідник-кулеметник розвідувальної роти 74 ОРБ. У 2005—2006 служив за контрактом в 79 ОАеМБр. З липня 2015 по жовтень 2016 служив за мобілізацією в 74 ОРБ. 04.06.2017 підписав контракт. Залишились дружина та дві доньки. | 10 червня 2017 | Загинув близько 21:00 внаслідок прямого влучення міни у бліндаж під час обстрілу поблизу с. Павлопіль Волноваського району. Похований в с. Зелений Под. |
| 3709    |                  | Яловець Євген Андрійович                                | 11 травня 1989, Созонівка (Кропивницький район) Кіровоградська область. Старший сержант, начальник служби захисту інформації Кіровоградського РВК, відряджений до 10 ОМПБ «Полісся» 59 ОМПБр, спеціаліст-оператор (кодувальник). Працював у ПАТ «Гідросила» верстатником. Мобілізований 19.03.2014, служив у військкоматі, згодом підписав контракт. 11.03.2017 відряджений до 59 ОМПБр в зону АТО. Залишились батьки, брат. | 11 червня 2017 | Загинув о 16:25 поблизу с. Павлопіль Волноваського району (за іншими даними, с. Кальчик) внаслідок влучення ПТКР у військову вантажівку Урал-4320. Похований у Кропивницькому. |
| 3710    |                  | Сорока Юрій Васильович                                  | 4 листопада 1974, Гмирянка Ічнянський район Чернігівська область. Мешкав у с. Новокам'янка (Каховський район) Херсонська область. Старший солдат, командир відділення взводу технічного забезпечення 10 ОМПБ «Полісся» 59 ОМПБр. Після смерті батьків виховувався у Городнянській школі-інтернаті. Працював різноробом у колгоспі в Гмирянці. Після строкової служби мешкав на Запоріжжі, останні роки — на Херсонщині. У 2014—2015 служив за мобілізацією, доброволець. 2016 підписав контракт. Залишились сестра, цивільна дружина та син. | 11 червня 2017 | Загинув о 16:25 поблизу с. Павлопіль Волноваського району (за іншими даними, с. Кальчик) внаслідок влучення ПТКР у військову вантажівку Урал-4320, за кермом якої перебував. Похований на кладовищі с. Гмирянка. |
| 3711    |                  | Майстришин Олег Олександрович                           | 16 грудня 1970, Підгірне (Старокостянтинівський район) Хмельницька область. Старший солдат, механік-водій БМП-1 розвідувального взводу 30 ОМБр. Працював водієм у колгоспі. З 2005 проходив службу за контрактом, з 2016 — в зоні АТО. Залишились мати і син. | 12 червня 2017 | Загинув внаслідок артобстрілу позицій поблизу смт Ольгинка — смт Графське Волноваського району з боку окупованого Докучаєвська. 11.06.2017 близько 23:45 снаряд калібром 152-мм влучив у розташування підрозділу, старшому солдату відірвало обидві ноги, вночі 12 червня від отриманих поранень він помер. Похований в с. Підгірне. |
| 3712    |                  | Гайдук Микола Миколайович                               | 9 грудня 1974, Нікополь Дніпропетровська область. Старший солдат, командир відділення — командир бойової машини 43 ОМПБ «Патріот» 53 ОМБр. Закінчив Нікопольський металургійний технікум та Державний інститут підготовки та перепідготовки кадрів промисловості (2007). Майстер спорту з кікбоксингу. На фронті з 2014, доброволець. Очолював «Асоціацію УБД Нікопольщини», займався волонтерством. 2017 підписав контракт. Залишились дружина та двоє синів. | 13 червня 2017 | Загинув близько 23:15 внаслідок артобстрілу ВОП поблизу смт Луганське на «Світлодарській дузі», заводячи своїх побратимів в укриття і врятувавши життя 19-річному бійцю. Похований у Нікополі. |
| 3713    |                  | Сарнавський Євгеній Вікторович (Позивний «Юджин»)       | 14 вересня 1989, Кам'янець-Подільський Хмельницька область. Мешкав у м. Біла Церква Київська область. Майор (посмертно), командир інженерно-саперної роти групи інженерного забезпечення 72 ОМБр. Закінчив КПЛ з ПВФП (2006) та КПНУ ім. Огієнка (2011, Факультет військової підготовки). На фронті — з 2014, виконував завдання в районі Довжанська, Волновахи, в Гранітному, Авдіївці. Залишилась вагітна дружина, 14.01.2018 народився син. | 15 червня 2017 | 8 червня дістав тяжкі вибухові поранення під час розмінування місцевості поблизу с. Кам'янка (Ясинуватський район), тиждень перебував у комі, переніс дві складні операції. Помер 15 червня близько 22:00 у лікарні ім. Мечникова м. Дніпро. Похований у Білій Церкві. |
| 3714    |                  | Яремчук Сергій Олександрович                            | 15 квітня 1977, Калинівка Вінницька область. Старший сержант, головний сержант взводу 59 ОМПБр. Колишній десантник, у 2014 пішов на фронт добровольцем, а 2015 підписав контракт. Залишились дружина та донька. | 15 червня 2017 | Загинув від кульового поранення легенів під час бою та обстрілу позиції ВОП між селищами Талаківка тa Гнутове на Маріупольському напрямку. Похований у Калинівці. |
| 3715    |                  | Михайлов Іван Олексійович                               | 29 квітня 1992, Першотравневе Овруцький район Житомирська область. Солдат 55 ОАБр. Залишилися мати, старша сестра та молодший брат. | 15 червня 2017 | Загинув від кульового поранення у голову поблизу м. Новогродівка в Донецькій області, обставини не уточнено. Похований в смт Першотравневе. |
| 3716    |                  | Мочернюк Михайло Васильович                             | 27 серпня 1974, Борівське (Шевченківський район) Харківська область. Старший солдат, механік-водій 93 ОМБр. | 16 червня 2017 | Близько 4:20 спостережний пост поблизу смт Новотошківське в районі «Бахмутської траси» був обстріляний ворожим снайпером з напрямку Голубівського. Михайло дістав смертельне поранення кулею калібру 12,7 мм. Похований у с-щі Борівське. |
| 3717    |                  | Стовбовенко Олег Олександрович                          | 6 серпня 1993, Бурханівка (Снігурівський район) Миколаївська область. Мешкав у м. Миколаїв. Солдат, номер обслуги 201 ЗРП, Зенітні ракетні війська України. У травні 2015 призваний на строкову службу, по закінченні якої підписав контракт. Відряджений в зону АТО до в/ч А0641, 90 ОАеМБ 81 ОАеМБр у м. Костянтинівка, на посаду водія взводу МТЗ. Залишились батьки і двоє братів. | 17 червня 2017 | Помер від серцевого нападу під час навчань у м. Костянтинівка. Похований у Бурханівці. |
| 3718    |                  | Хрол Володимир Іванович                                 | 28 липня 1996, 20 років, Волинка Сосницький район Чернігівська область. Старший солдат, стрілець-регулювальник 92 ОМБр. Займався спортом, 2015 закінчив Чернігівський профліцей залізничного транспорту № 5. Працював водієм «швидкої». Коли з фронту в липні 2016 повернувся батько, Володимир вступив на військову службу за контрактом у 92 ОМБр, де вже служив його старший брат. Залишилися батьки і брат. | 19 червня 2017 | 19 червня військові купались в озері біля Курахівської ТЕС і Володимир зник. 22 червня тіло бійця знайшли, офіційна причина смерті — утоплення. Похований в селі Волинка. |
| 3719    |                  | Гарбуз Олександр Григорович                             | 8 березня 1979, Харків. Солдат, водій 92 ОМБр. | 21 червня 2017 | Помер від поранень отриманих напередодні під час несення служби в районі с. Новомихайлівка (Мар'їнський район). Похований у с. Благодатне (Харківський район). За даними ЗМІ, у ніч на 21 червня, близько 2:00, в с. Новомихайлівка, під час сварки військовослужбовець кинув гранату в товаришів по службі. В результаті вибуху один 35-річний військовослужбовець загинув, ще троє дістали поранення. За даним фактом зареєстровано кримінальне провадження за ч.2 ст.115 КК України (умисне вбивство). За словами журналіста Юрія Бутусова, 20.06.2017 група військовослужбовців на ВОП відзначала з алкоголем першу зарплату одного зі своїх товаришів. У ході сварки один із солдатів схопився за гранату, в результаті вибуху два солдати загинули, двоє зазнали серйозних поранень. |
| 3720    |                  | Луців Андрій Зенонович(Позивний «Крюк»)                 | 11 грудня 1978, Борислав Львівська область. Доброволець 8-го окремого батальйону «Аратта» УДА. До війни працював таксистом, працював в охороні. Активний учасник Революції Гідності. Андрій Луців і Володимир Іваник були товаришами, разом пішли на фронт, воювали у Пісках та ДАП, в Широкиному. Залишилась дружина та донька. | 21 червня 2017 | Загинув у бою поблизу м. Авдіївка, внаслідок прямого влучення ворожого танку. Двоє бійців УДА загинули, ще двоє дістали чисельних осколкових поранень та опіків, — голова ГО «Дія» Борислава Тарас Блюм та Олександр Шелудько. Після прощання у Львові похований в Бориславі. |
| 3721    |                  | Іваник Володимир Васильович (Позивний «Фофа», «Ірокез») | 28 березня 1987, Стебник Львівська область. Мешкав у Бориславі Львівська область. Доброволець 8-го окремого батальйону «Аратта» УДА. До війни був будівельником, займався декоративною штукатуркою. Активний учасник Революції Гідності. Володимир Іваник та Андрій Луців були товаришами, разом пішли на фронт, воювали у Пісках та ДАП, в Широкиному. Залишилися батьки, брат, дружина та маленький син. | 21 червня 2017 | Загинув у бою поблизу м. Авдіївка, внаслідок прямого влучення ворожого танку. Двоє бійців УДА загинули, ще двоє дістали чисельних осколкових поранень та опіків. Після прощання у Львові та Бориславі похований у мкр Солець (Стебник). |
| 3722    |                  | Старіковський Микола Васильович                         | 15 січня 1976, Харків. Солдат, старший стрілець 43 ОМПБ «Патріот» 53 ОМБр. | 22 червня 2017 | Близько 10:00 в результаті підриву на невідомому вибуховому пристрої поблизу смт Луганське Бахмутського району дістав важкі поранення, від яких помер у лікарні. Похований у Харкові. |
| 3723    |                  | Ланецький Олександр Олександрович                       | 25 березня 1982, Соколівське Кропивницький район Кіровоградська область. Старший солдат, водій-електрик 28 ОМБр. На початку війни був волонтером, у 2014 призваний за мобілізацією. Під час служби отримав травму грудної клітки, довелося видалити селезінку, після місяця реабілітації повернувся в армію. Залишились мати, сестра, брат та цивільна дружина. | 22 червня 2017 | У свідоцтві про смерть було вказано — набряк головного мозку нез'ясованого походження. В останнє виходив на зв'язок з рідними увечері 21 червня, коли ніс чергування на посту в районі Волновахи. Ранком 22-го на дзвінки не відповів. 23 червня матері з частини повідомили, що Олександру стало погано, його доправили до лікарні, він двічі впадав у кому й помер увечері 22-го в лікарні м. Маріуполь. Це підтвердив і військовий капелан, який бачив тіло у морзі Маріуполя, де робили трепанацію черепа. Коли тіло привезли додому, голова була загорнута у мішок, який не дали зняти, тому мати не вірить в офіційну версію. Похований в с. Соколівське. За два тижні в іншому документі причиною смерті вказали отруєння невідомою речовиною, що призвело до зупинки серця.        |
| 3724    |                  | Іщук Олексій Васильович                                 | 4 травня 1990, Заслучне Красилівський район Хмельницька область. Сержант, командир відділення 8 ОПСпП. 2007 виборов 1-ше місце на обласних змаганнях зі стрільби серед юнаків, закінчив школу зі срібною медаллю. Випускник Хмельницького торговельно-економічного коледжу (2009, Фінанси) та ТНЕУ (2013, Фінанси і кредит, бакалавр). Строкова служба — 8 ОПСпП (2010). У червні 2014 добровольцем повернувся в полк. Залишились батьки і брат. | 24 червня 2017 | Загинув вночі від мінно-вибухової травми внаслідок підриву на міні, під час виконання бойового завдання поблизу окупованого с. Сокільники (Новоайдарський район). Похований в с. Заслучне. |
| 3725    |                  | Лаврись Василь Михайлович (Позивний «Комар»)            | 3 червня 1988, Стрий Львівська область. Сержант, командир відділення 8 ОПСпП. Закінчив Стрийський коледж Львівського НАУ (2007, технік-електрик). 2007—2010 проходив військову службу за контрактом. Працював в охороні, торгівлі, виробництві вікон. Мобілізований у 2014: оборона Донецького та Луганського аеропортів, Лутугине, Дебальцеве. У 2016 підписав контракт. Залишились мати, сестри, дружина. | 24 червня 2017 | Загинув вночі від мінно-вибухової травми внаслідок підриву на міні, під час виконання бойового завдання поблизу окупованого с. Сокільники (Новоайдарський район). Похований у Стрию. |
| 3726    |                  | Штуник Ігор Антонович                                   | 24 травня 1972, Скородинці Чортківський район Тернопільська область. Молодший сержант, стрілець-зенітник 3-го зенітного ракетного відділення 2-го зенітного ракетного взводу 1-ї зенітної ракетної батареї зенітного ракетно-артилерійського дивізіону 14 ОМБр. З багатодітної родини. Влітку 2016 вступив на військову службу за контрактом. Залишились дві доньки, 1997 і 2000 р.н. | 26 червня 2017 | Загинув під час несення служби в районі м. Щастя. Похований в с. Скородинці. |
| 3727    |                  | Морозова Надія Олександрівна                            | 27 жовтня 1993, 23 роки, Окни Одеська область. Старший солдат, начальник електростанції 10 ОМПБ «Полісся» 59 ОМПБр. Закінчила Білгород-Дністровський економіко-правовий коледж. У 2013—2016 допомагала в сімейній справі. Вступила на військову службу за контрактом, в навчальній частині отримала спеціальність кухаря і була зарахована до 59-ї бригади. Залишилися батьки, які втратили єдину дитину, та 4-річний син. | 26 червня 2017 | Загинула у с. Павлопіль (Волноваський район) від несумісного із життям кульового поранення голови, внаслідок порушення правил поводження зі зброєю 20-річним бійцем тієї ж 59-ї бригади. Похована в смт Окни. |
| 3728    |                  | Шаповал Максим Михайлович                               | 6 липня 1978, Вінниця (мкр Вишенька). Мешкав у м. Київ. Генерал-майор (посмертно), командир 10 ОЗСпП ГУР МОУ. Народився в сім'ї льотчика. Випускник Військового інституту НТУУ «КПІ» (2000). З того часу служив у в/ч ГУР. Брав участь в миротворчій місії у Сьєрра-Леоне. 2010—2012 служив в УДО. Повернувшись в ГУР, служив на командирських посадах. З 2014 брав участь в АТО, очолював спецгрупу, яка звільняла ДАП, працювала у глибокому тилу противника. Залишилися дружина та двоє дітей. Герой України (посмертно). | 27 червня 2017 | Загинув близько 8:10 у Солом'янському районі м. Києва внаслідок теракту — підриву автомобіля Mercedes-Benz (під час руху), по вул. Механізаторів. Від вибуху дістали осколкові поранення двоє киян, — молода жінка та 71-річний чоловік. На прощанні з офіцером був присутній Президент України П. Порошенко. Похований на Байковому кладовищі Києва. |
| 3729    |                  | Возний Юрій Віталійович                                 | 6 травня 1976, Житомир. Полковник СБУ, начальник відділу Департаменту контррозвідки СБУ. Випускник ЖДТУ, факультет інженерної механіки. З 1999 служив в СБУ: Департамент захисту державності, ГУ БКОЗ — відділ боротьби з наркобізнесом, у 2017 очолив відділ Департаменту контррозвідки. Залишилися дружина та троє дітей. | 27 червня 2017 | Загинув внаслідок теракту, — близько 19:00 по вул. Садовій у с. Іллінівка (Костянтинівський район), на стоянці біля ставка, в результаті приведення в дію вибухового пристрою було підірвано автомобіль Opel Vectra. Ще двоє співробітників СБУ та місцевий житель, які перебували в машині, дістали поранень. Похований у Житомирі. |
| 3730    |                  | Попов Олександр Анатолійович                            | 14 липня 1977, Кобзарці Снігурівський район Миколаївська область. Мешкав у Миколаєві та Одесі. Старшина, головний сержант 1-ї механізованої роти 28 ОМБр. На військовій службі з 2002, у бригаді служив за контрактом з 2004. Миротворець (місія в Іраку, 2004—2005). На фронті з 2014: Маринівка, Степанівка, Савур-могила, був поранений. У 2014 був позаштатним воєнкором видання «Думська». Загалом пройшов три ротації в зоні АТО. Залишилась дружина та троє дітей. | 27 червня 2017 | Загинув у ніч на 28 червня внаслідок вибуху переробленої гранати до СПГ-9 на ВОП поблизу с. Миколаївка (Волноваський район), ще четверо військовослужбовців отримали поранення. Похований у Миколаєві. |
| 3731    |                  | Герасимчук Леонід Данилович                             | 7 серпня 1981, Майдан (Дубенський район) Рівненська область. Мешкав у м. Дубно. Сержант, командир відділення, сапер, мостовик 107-го центру дорожнього забезпечення (в/ч А1519) інженерних військ ГУ оперативного забезпечення ЗСУ. 2000 закінчив Мирогощанський аграрний коледж. З 2007 служив у дубенській в/ч за контрактом. З 2014 постійно їздив на ротації в зону АТО. Під час боїв за Савур-могилу сапери частини були відряджені до десантників, у бою Леонід дістав поранення. Остання ротація була на блок-постах, де він виконував завдання разом із дорожньо-комендантським батальйоном. За час служби нагороджений багатьма медалями та відзнаками. Залишилась дружина та двоє дітей, 9-річний син і 8-річна донька. | 28 червня 2017 | Помер від серцевого нападу під час несення служби поблизу смт Шевченко (Покровська міська рада). Похований в с. Майдан. |
| 3732    |                  | Федорін Юрій Петрович                                   | 4 січня 1979, Антрацит (підпорядковане міськраді смт Дубівський) Луганська область. Молодший сержант, командир розвідувального відділення — командир машини розвідвзводу 1-го механізованого батальйону 93 ОМБр. З початком бойових дій перевіз сім'єю в смт Білики Кобеляцький район Полтавська область. У серпні 2014 добровольцем пішов на фронт у батальйон «ОУН», пройшов бої за Піски і ДАП, був поранений. 24.12.2014 підписав контракт. Залишилися дружина та дві доньки. | 28 червня 2017 | Загинув у бою з ДРГ противника близько 20:00 поблизу с. Кримське (Новоайдарський район), від смертельних кульових поранень у груди. Тіло потрапило до російських бойовиків, понад тиждень тривали перемовини щодо обміну, який відбувся 7 липня у м. Щастя. Похований в Кобеляках. |
| 3733    |                  | Керничний Максим Сергійович                             | 23 червня 1978, Жмеринка Вінницька область. Прапорщик, начальник сховища авіаційного пального 456 БрТрА. На військовій службі — з 1996. Строкова служба: рота Почесної варти 101 ОБрО ГШ. Тривалий час працював у Жмеринському ОМВК, з 2014 служив у 456 БрТрА. У жовтні 2015 був відряджений в зону АТО, з січня 2017 проходив другу ротацію у 12 ОМПБ «Київ» 72 ОМБр. Залишилися дружина і син. | 29 червня 2017 | Загинув у бою поблизу с. Кам'янка (Ясинуватський район) в результаті влучення в бліндаж снаряду з ворожого танку Т-72. Похований у Жмеринці. |
| 3734    |                  | Мельников Анатолій В'ячеславович (Позивний «Гудіні»)    | 17 листопада 1960, 56 років, Кривий Ріг Дніпропетровська область. Солдат, стрілець 2-го мотопіхотного відділення 1-го взводу 3-ї мотопіхотної роти 43 ОМПБ «Патріот» 53 ОМБр. До січня 2014 працював повітряним гімнастом у Московському цирку Юрія Нікуліна. З початком АТО повернувся в Україну. 27.10.2016 зарахований на військову службу за контрактом. Залишилась дружина та донька. | 30 червня 2017 | Загинув о 21:40 на Світлодарській дузі, поблизу смт Луганське, внаслідок прямого влучення міни 82-мм калібру. Похований у Кривому Розі. |

## Втрати силових структур в тилу під час війни
Настояща Кіра Ігорівна, 7 лютого 1986, 31 рік, Херсон. Молодший сержант, військовий фельдшер 28-ї ОМБр. Учасниця бойових дій в зоні АТО. 18 квітня 2017 вбита співслужбовцем під час сварки. Підрозділи бригади проходять злагодження на Яворівському полігоні. Трагедія сталася близько 2:00 у наметі на території тимчасової дислокації військової частини, поблизу села Дубровиця (Яворівський район) Львівська область. Головний сержант батареї, його наречена (військовий психолог) і Кіра відмічали заручини, між ними виник конфлікт. Сержант наніс Кірі смертельні ножові поранення. Підозрюваного затримано. Всі троє — учасники бойових дій. Похована в Херсоні. Залишився чоловік, теж військовослужбовець ЗСУ, перебуває на фронті.
 Голік Євген Вікторович (позивний «Жека»), Приют (Нікопольський район) Дніпропетровська область. Молодший сержант, командир відділення зенітно-ракетного взводу 3-го механізованого батальйону 93-ї ОМБр. З 2015 року був добровольцем роти «Карпатська Січ», з вересня 2015 — військовослужбовець ЗСУ. Брав участь у боях у Пісках, Водяному та Кримському. Мав дві контузії. 5 травня 2017 передчасно помер, перебуваючи вдома у 15-денній відпустці. Євген був у полі, відчув себе погано і пішов додому. Коли його знайшли, руки міцно стискали голову, ймовірно, стався інсульт як наслідок контузій. Похований у с. Приют. Залишилися батьки і старший брат.
 Мерченко Іван Анатолійович, 7 липня 1995, Береськ Рожищенський район Волинська область. Солдат 24-ї ОМБр. Ніс службу в районі м. Попасна на Луганщині. За офіційною довідкою, 14 травня 2017 наклав на себе руки на Харківщині, коли повертався з відпустки у розташування військової частини на Луганщину. Похований у с. Береськ. Залишились батьки і сестра.
 Перепадін Володимир Олександрович (позивний «Смайлик»), 9 грудня 1995, Казанка Миколаївська область. Солдат, водій багатофункціональних автомобілів взводу «Уран» 59-ї ОМПБр. Займався танцями у «Дивоцвіті», неодноразово виступав на сцені районного Будинку культури. 2015 закінчив Український політехнікум (Кривий Ріг), де здобув кваліфікацію «технік-електромеханік гірничий». Навчався у Криворізькому національному університеті на електротехнічному факультеті. 17.08.2016 вступив на військову службу за контрактом, з 22.09.2016 ніс службу в зоні АТО на Луганщині, учасник бойових дій, був водієм розвідувального взводу. 2017 приїздив додому на травневі свята, за один день поїхав до Одеси придбати ремкомплект до військового автомобіля та речі у воєнторзі. Перед тим, як повертатись у в/ч, заночував у друга-співслужбовця, вночі стався приступ. Помер 15 травня 2017 у ВМКЦ Південного регіону в м. Одеса, у висновках причиною смерті вказано «Гостра серцева недостатність, кардіоміопатія неуточнена (ідіопатична); набряк головного мозку, енцефалопатія неуточненої етіології». Похований в смт Казанка. Залишились мати, старший брат, наречена.
 Силін Микола Олександрович, 18 грудня 1991, Копитів (Корецький район) Рівненська область. Капітан, командир 1-ї роти 13-го ОАеМБ 95-ї ОДШБр. Випускник НАСВ імені Сагайдачного 2013 року, факультет бойового управління військами. На війні з 2014 року, учасник боїв у районі Слов'янська, Степанівки, Тельманова, рейду 95-ї бригади по тилах противника. Один з героїв фільму «Рейд». Нагороджений орденом «Народний герой України». Приїхав на Рівненський полігон знайомитись з курсантами, які мали відбути до його батальйону. 4 червня 2017 розбився на мотоциклі «Kawasaki» близько 20:00 у м. Корець (Рівненська область). Від отриманих травм помер у Корецькій ЦРЛ. Похований в с. Копитів. Неодружений, залишились батьки.
 Чистяков Олексій Петрович, 42 роки, Горностаївка Херсонська область. Механік-водій розвідувальної роти 28-ї ОМБр. Працював на сільськогосподарському підприємстві. У 2015 році служив за мобілізацією, у подальшому підписав контракт. 2017 року переніс інсульт, 5 днів був у комі, але повернувся до військової служби. 4 червня 2017 покінчив життя самогубством. Напередодні, під час навчання з бойового злагодження (перехід водних перешкод), БТР Олексія заглух під водою, він сильно переживав через це. У передсмертній записці написав, щоб нікого у його смерті не винили, що він сам прийняв таке рішення. Писав, що погано себе почуває після інсульту. Похований в смт Горностаївка. Залишились батько, сестра.
 Сидорчук Микола Вікторович,  1993, Малі Вікнини Збаразький район Тернопільська область. Мешкав у м. Київ. Старший лейтенант, командир взводу 101-ї ОБрО ГШ. Випускник Національної академії сухопутних військ імені гетьмана Петра Сагайдачного. Учасник бойових дій в зоні АТО. Після фронту страждав на сильний головний біль. Загинув 8 червня 2017 о 08:40 на станції «Академмістечко» Київського метрополітену. Слідством встановлено, що Микола заходив на станцію разом із родичами. Поки вони купували жетони, чоловік спустився на платформу. Зі слів машиніста, коли потяг прибував, молодий чоловік стрибнув на колії. Кримінальне провадження розпочато за ст. 115 (Умисне вбивство) з додатковою правовою кваліфікацією «самогубство». Знайомі зазначають, що того дня Микола мав бути на обстеженні в лікаря. Похований в рідному селі.
 Казаков Олексій, 23 роки, Кам'янка-Дніпровська Запорізька область. Мешкав у м. Мелітополь. Старший лейтенант, командир взводу 55-ї ОБЗ. Закінчив Київський військовий інститут. 2015 року призначений на посаду командира взводу в/ч А1671 (Рівне). 11 червня 2017 ешелон з військовими прямував на ротацію через Кременчук (Полтавська область). Близько 5:30 на залізничній станції Чередники, контролюючи перевезення техніки, Олексій обходив вантажний поїзд і перевіряв пломби на вагонах. Під час обходу офіцера вразило струмом, у результаті чого він згорів. Похований в Мелітополі. Залишились батьки і сестра.
 Смірнов Дмитро, 37 років, Київ. Командир мотопіхотного взводу 12-го ОМПБ 72-ї ОМБр. На фронті з 2014 року, вже вдруге уклав контракт і служив у зоні бойових дій. Член ГО «Рада ветеранів АТО Дніпровського району міста Києва». Напередодні повернувся із зони АТО у відпустку. Загинув 22 червня 2017 у Києві на Березняках, бульв. Амвросія Бучми, 1, внаслідок падіння з 9-го поверху. Поліція розглядає версії: нещасний випадок, самогубство, умисне вбивство та вбивство з необережності. Знайомі Дмитра підозрюють, що це був напад з метою пограбування — власник квартири, раніше судимий, свою вину не визнає. Похований у Києві. Залишились дружина та маленька дитина.
 Доросевич Антон Миколайович, 22 червня 1992, Іванівка (Очаківський район) Миколаївська область. Головний старшина ВМС ЗСУ, курсант 2-го курсу Інституту ВМС НУ «ОМА». Проходив службу в 73-му МЦ СО, учасник АТО, нагороджений почесними нагрудними знаками та медаллю «За військову службу Україні». Перебував у канікулярній відпустці. Загинув у свій день народження 22 червня 2017 близько 21:00 в с. Іванівка (Очаківський район) Миколаївської області, ціною власного життя врятувавши свою 3-річну доньку, яка впала у каналізаційний люк. Похований у рідній Іванівці. Залишились мати, 3-річна донька. Посмертно нагороджений орденом «За мужність» ІІІ ст..
 Помазан Юрій Васильович (позивні «Монах», «Наум»), 6 листопада 1975, Чупахівка Охтирський район Сумська область. Мешкав у м. Харків. Учасник АТО, молодший сержант, командир відділення 2-ї роти 501 ОБМП 36 ОБрМП. Був з давнього козацького роду, у житті дотримувався українських козацьких традицій. Закінчив ХІГХ. Працював інструктором з автотранспорту. Активний учасник Революції Гідності. З перших місяців війни пішов добровольцем у добровольчу роту МВС «Торнадо», наприкінці 2015 підписав контракт на службу у морській піхоті. Пройшов бої за Савур-Могилу, Іловайськ, Широкине, Павлопіль. Мав кілька поранень, контузію. Нагороджений відзнакою «За оборону Маріуполя». Трагічно загинув 26 червня 2017 під час короткої відпустки з фронту на батьківському обійсті в Чупахівці, ремонтуючи електрику. Похований в рідному селі. Залишились дружина та донька.

## Померлі демобілізовані учасники АТО
Максюта Костянтин Іванович, 8 червня 1979, Кременчук Полтавська область. Був призваний на військову службу 19.03.2014 року, протягом року був стрільцем 72-ї ОМБр, з 14.08.2015 по 20.10.2016 року — водієм. Помер вдома 6 квітня 2017 року від серцевого нападу. Похований на Свіштовському кладовищі, в секторі учасників АТО.
 Тиводар Василь, 46 років, Бедевля Тячівський район Закарпатська область. Демобілізований учасник АТО. Молодший сержант, водій-електрик взводу матеріально-технічного забезпечення 65-го мобільного госпіталю. Був мобілізований 14 липня 2015 року. З 29.09.2015 р. по 30.08.2016 р. проходив службу у зоні АТО. Помер 7 квітня 2017 року від онкозахворювання. Похований у Бедевлі. Залишились дві доньки.
 Коптан Олександр, 22 роки, Новомихайлівка (Новобузький район) Миколаївська область. Демобілізований учасник АТО. Помер (ймовірно, скоїв самогубство) повернувшись з військової служби у зоні АТО. Похований 13 квітня 2017 року в селі Новомихайлівка..
 Яворський Ігор, Пилипи-Олександрівські Віньковецький район Хмельницька область. Учасник АТО, пішов на фронт у 2014 році. Раптово помер. Похований 13 квітня 2017 року в с. Пилипи-Олександрівські.
 Якимчук Василь, 27 років, Мізоч Здолбунівський район Рівненська область. Учасник АТО. Помер 16 квітня 2017 року. 18 квітня Василя поховали в смт Мізоч. Залишились мати, брат і сестра.
 Твердохліб Олег Анатолійович (позивний «Старшина» / «Сармат»), 3 березня 1968, Руставі Грузія. Мешкав у Луцьку. Демобілізований учасник АТО. Старший прапорщик, заступник командира 2-ї роти «Захід» 24-го штурмового батальйону «Айдар». У шкільні роки займався плаванням і парашутним спортом, кандидат у майстри спорту. Закінчив Руставський політехнічний технікум за спеціальністю «Обладнання заводів чорної металургії», працював майстром цеху РМЗ, технік-механік. З 1988 року протягом 10 років проходив військову службу, в Німеччині та в Україні. 1998 року звільнений у запас у званні старшого прапорщика за вислугою строку служби. З грудня 1998 працював бригадиром вантажником транспортної дільниці ЗАТ «Хелс» (Луцьк), очолював профспілку. З березня 2005 року працював у ДСНС, на посадах старшини, начальника електро-лабораторії, коменданта Управління ДСНС України у Волинській області. З квітня 2014 року — пенсіонер УДСНС України. У березні 2014 року добровольцем пішов в «Айдар», старшина батальйону, командир взводу «Динозавр», заступник командира роти. Підрозділи під командуванням Олега Твердохліба брали участь у звільненні 17 населених пунктів Луганської області. 20 лютого 2015 призначений головним сержантом десантно-штурмової роти 5-ї БТГр 81-ї ОДШБ, воював на Донеччині, звільнений у запас з посади заступника командира 3-ї ДШР 5-ї БТГр 81-ї ДШБр за станом здоров'я (внаслідок контузії захворів на рак). Після повернення додому активно займався громадською роботою. Голова громадської спілки «Спілка воїнів АТО Волині», входив до складу громадської ради при Волинській ОДА. Помер о 7:00 17 квітня 2017 року від онкозахворювання. Похований на міському кладовищі Луцька у селі Гаразджа на Алеї почесних поховань. У Луцьку оголошено день жалоби. Залишились дружина, донька-студентка та син 2004 р.н. 23.08.2018 нагороджений орденом «За мужність» ІІІ ст. (посмертно)
 Доманський Юрій,  1963, 54 роки, Глинськ (Здолбунівський район) Рівненська область. Старший лейтенант, демобілізований учасник АТО. Служив за мобілізацією з 2015 по 2016 рік. Мешкав у селі Глинськ, одружений. Помер 20 квітня 2017 року. Родина проживає в Рівному, у Глинську залишились мати і брат.
 Кренджеляк Микола Степанович, 29 липня 1982, Озерко Здолбунівський район Рівненська область. Мешкав у смт Північне (підпорядковане Торецьку) Донецька область. Колишній міліціонер БПСМОП «Січ». З 2001 року працював відбійником на шахтах ДП «Торецьквугілля», один з найкращих шахтарів. У травні 2013 року вивісив на своєму будинку в Торецьку (на той час Дзержинськ) червоно-чорний прапор. Учасник Революції Гідності. З липня 2014 по вересень 2015 служив у міліцейському добровольчому батальйоні «Січ», учасник АТО, звільняв Торецьк. Голова Торецької міської організації ВО «Свобода», у лавах партії — з 2011 року. Учасник блокади торгівлі з ОРДЛО. Був основним свідком у справі організатора «російської весни» мера Слєпцова. Раптово помер вночі 21 квітня 2017 року. Похований на кладовищі «Нове» у Торецьку, на Алеї захисників України. Розлучений, залишились дві доньки, 2001 і 2012 р.н., та син 2011 р.н.
 Струбчевський Олександр Валентинович (позивний «Ірокез»),  1984, Калинівка Вінницька область. Солдат, колишній військовослужбовець 128-ї ОГПБр. Був одним із перших, хто у 2014 році пішов добровольцем на війну. Служив у Попасній, Золотому та Троїцькому. В листопаді 2014 був поранений під час обстрілу БМП, Олександра відкинуло вибуховою хвилею, внаслідок чого він отримав важку контузію, перелом 9-ти ребер і розрив легені. Під час лікування у військовому госпіталі м. Харкова у нього було виявлено кісту на нирці і гепатит С, яким, найімовірніше, він заразився через рани та порізи на руках, виносячи товаришів з поля бою. Помер 23 квітня 2017 року. За півроку до дого померла мати Олександра. Залишились батько та два брати. Похований у Калинівці.
 Сластьонов Геннадій, 8 вересня 1972, Обухів Київська область. Колишній військовослужбовець 12-го ОМПБ «Київ». Тривалий час працював пожежним у Чорнобильській зоні. У 2015—2016 роках виконував бойові завдання в зоні АТО. Під час служби у Геннадія виявили ракове захворювання, провели операцію. Вже перебуваючи вдома, через деякий час відчув різке погіршення здоров'я, помер 23 квітня 2017 року. Похований в Обухові.
 Вирво Дмитро Олександрович, Хмельницький. Майор ЗСУ, колишній заступник командира з бойової підготовки 7-го БТО Хмельницької області. Демобілізований учасник АТО, в батальйоні служив від його створення, у 2014 році охороняв кордон у Харківській та Луганській областях. Влітку 2014 проходив лікування і реабілітацію у Хмельницькому госпіталі. Помер 27 квітня 2017 року від раку легенів. Залишилися батько, дружина і хвора донька.
 Старушик Василь, 25 років, Замшани Ратнівський район Волинська область. Демобілізований військовослужбовець 51-ї ОМБр. Трагічно загинув (помер). Похований 30 квітня 2017 року в рідному селі.
 Дідич Богдан, 41 рік, Львів. Волонтер, голова ГО «Допоможи фронту». Активний учасник Революції Гідності, був сотником львівської сотні УДАРу. З початку подій на Донбасі разом з побратимами та дружиною активно зайнявся волонтерством, неодноразово їздив у найгарячіші точки АТО, також працював у центрі допомоги АТО при Львівській ОДА. За свою волонтерську діяльність був нагороджений різноманітними відзнаками Міноборони України та багатьох військових частин. Помер 1 травня 2017 року. Похований на Личаківському кладовищі у Львові. Залишились дружина та три доньки.
 Поляк Анатолій Віталійович, 34 роки, Тамарине Снігурівський район Миколаївська область. Демобілізований учасник АТО. Молодший сержант, старший розвідник 79-ї ОДШБр. Помер 4 травня 2017 року. Похований у с. Тамарине. Залишились дружина, діти.
 Малюк Олександр,  1969, мешкав у Нововолинську Волинська область. Демобілізований учасник АТО. Помер 5 травня 2017 року о 12:20 від проникаючого ножового поранення, у квартирі на вулиці Стуса в Нововолинську, де мешкав у знайомого. За попередньою інформацією чоловік вчинив самогубство, завдавши собі один удар ножем. За свідченнями рідних, спроби покінчити життя самогубством робив і раніше.
 Павленко Роман, 43 роки, Лисянка Черкаська область. Волонтер Центру підтримки військовослужбовців Лисянщини. Одним з перших з початком АТО почав займатися волонтерством, неодноразово виїжджав на передову з гуманітарною допомогою. Керівник історичної комісії Лисянської районної спілки краєзнавців «Витоки», заступник головного редактора Лисянського журналу «Добридень», брав участь в україно-польській археологічній експедиції до Холодного Яру, інспектор археологічної комісії при Черкаській ОДА у Лисянському районі (з 2002 року). Член правління Черкаського обласного осередку ВГО «Закінчимо війну». Помер від хвороби 10 травня 2017 року в Черкаському обласному онкологічному диспансері.
 Осипов Денис Олександрович,  1975, мешкав у м. Нікополь Дніпропетровська область. Учасник АТО, військовослужбовець 10-ї ОГШБр, в/ч пп В3950. Демобілізувався у жовтні 2016 року. Передчасно помер. Похований 12 травня 2017 року в Нікополі.
 Бурик Денис, 31 рік, Львів. Демобілізований військовослужбовець, кулеметник 5-ї роти 80-ї ОАЕМБр. Брав участь у боях за Щастя і Металіст, обороняв Луганську ТЕС у Щасті. Після повернення з фронту працював будівельником. Помер уві сні через серцеву недостатність. Похований 15 травня 2017 року у Львові. Залишились мати і брат.
 Мутенко Віталій (позивний «Кеша»), 1 лютого 1987, Верин (Миколаївський район) Львівська область. Учасник АТО, військовослужбовець БПСМОП «Київ-2». Активний учасник Революції Гідності, з Майдану добровольцем пішов на фронт у 2014 році. 15 травня 2017 року зупинилося серце. З Віталієм попрощалися на Майдані у Києві, похований у рідному селі Верин. Залишилася мати.
 Кирніс Руслан, 24 роки, Бурімка (Семенівський район) Полтавська область. Мешкав у м. Кременчук. Учасник АТО, сержант, начальник радіостанції — командир відділення 107-го РеАП, в/ч А1546. У полку служив з 2013 року, брав участь у бойових діях на Донеччині. Отримав інвалідність ІІ гр., з часом було виявлено онкологію. У вересні 2016 року звільнився з лав ЗСУ за станом здоров'я. Помер близько 2:00 17 травня 2017 року в хоспісі кременчуцької лікарні № 2. Після прощання в Кременчуці похований у с. Бурімка. Залишились батьки, дружина і 6-річний син.
 Цив'юк Михайло Володимирович, 30 травня 1995, Михайлівка (Борщівський район) Тернопільська область. Демобілізований військовослужбовець, старший інструктор автомобільного взводу Нацгвардії. Під час Революції Гідності проходив строкову службу у Внутрішніх військах МВС у Донецьку, був направлений до Києва, де три місяці стояв проти майданівців під Верховною Радою. Підрозділ повернувся в Донецьк, почалися проросійські заворушення, напади на військову частину. Зрештою, їх перевели до Маріуполя на охорону аеродрому і блокпостів, де Михайло служив поряд з «азовцями». Після демобілізації, у травні 2015, переїхав у Коломию до нареченої. У Михайла виявили рак, він лікувався в Івано-Франківському обласному онкологічному диспансері. Помер 16 травня 2017 року від онкохвороби.
 Найда Микола Миколайович,  1993, Артемівка (Бориспільський район) Київська область. Демобілізований військовослужбовець 72-ї ОМБр. Був призваний у першу хвилю мобілізації, учасник АТО, пройшов бої під Савур-Могилою. 2015 року повернувся додому. Загинув у ніч на 20 травня 2017 року під колесами потягу на станції «Нова Троянда» у Бориспільському районі. Поліція розглядає версію самогубства, але рідні вважають, що Миколу вбили і тіло підкинули на колії. Похований у с. Артемівка.
 Пилипчук Петро Павлович, мешкав у м. Коломия Івано-Франківська область. Демобілізований учасник АТО. Помер 25 травня 2017 року від хвороби. Похований в с. Турка Коломийського району.
 Шкребец Олександр Павлович, 17 січня 1972, Глобине Полтавська область. Служив у роті поліції «Кременчук» (3-я рота БПСМОП «Полтава») з 19 травня 2014 року, учасник бойових дій. У 2015 під час вибуху штабу в Кримському зазнав контузії. У 2016 перейшов у ЗСУ і служив до зими 2017 року, був комісований за станом здоров'я. У травні стався інсульт, Олександр впав у кому, лікарі тиждень боролися за його життя, 26 травня 2017 року він помер у реанімації Глобинської райлікарні. Залишилось 5 дітей, наймолодшій доньці 5 років.
 Хмара Богдан Леонідович («Джимі», «Ганс»), 14 серпня 1981, Новогуйвинське Житомирська область, мешкав у м. Буча Київська область. Демобілізований військовослужбовець 53-ї ОМБр, військовий льотчик, учасник АТО. У 1995—1998 роках навчався в Чернігівському військовому авіаційному ліцеї. 2002 року закінчив ХНУ ПС імені Кожедуба, льотний факультет, бойове застосування та управління діями підрозділів авіації. Після звільнення з армійської служби працював інженером на київському заводі «Аеропракт» (виготовляє надлегкі літаки). Власноруч зібрав мотодельтаплан. Пілот житомирського клубу «Aviatik», 2007 року виграв чемпіонат України на двомісному мотодельтаплані. Пілот-інструктор, навчив близько 60 пілотів. Мобілізований у четверту хвилю. В зоні АТО полював на російські беспілотники на своєму легкомоторному літаку. Після демобілізації повернувся додому, займався улюбленою справою. Загинув 26 травня 2017 року в авіакатастрофі. Близько 15:00 поблизу аеродрому «Півці» м. Чернігів розбився і згорів легкомоторний одномісний літак Cessna-172, в якого заглух мотор. Пілот загинув, скерувавши літак, щоб він не впав на будинки. Похований в смт Новогуйвинське. Залишились батьки, брат, дружина та маленька донька.
 Темний Олександр, мешкав у м. Кам'янка (Черкаська область). Демобілізований учасник АТО, прикордонник. 26 травня 2017 року був знайдений мертвим у річці Тясмин, зник кілька днів тому. Тіло відправлено на експертизу. Розлучений, залишилися двоє дітей, син і донька, та мати.
 Бідула Василь, 27 років, мешкав у м. Горохів Волинська область. Учасник АТО, воював з 2014 по 2015 рік. Активний учасник Революції Гідності. Загинув 28 травня 2017 року в ДТП поблизу с. Довгів Горіховського району, керуючи автомобілем «Wolksvagen golf», не впорався з керуванням і скоїв зіткнення із деревом. Внаслідок отриманих травм помер у реанімації Горіхівської центральної районної лікарні.
 Лаговський Сергій Лівонович, 46 років, Буча Київська область. Учасник АТО, сержант, військовослужбовець 79-ї ОДШБр. Помер наприкінці травня 2017 року від хвороби, що пов'язана із захистом Батьківщини. Похований 1 червня 2017 в Бучі.
 Калібаба Віталій, 40 років, Степанівка (Менський район) Чернігівська область. Демобілізований учасник АТО, розвідник 2-го ОМПБ «Горинь» 30-ї ОМБр. Виріс у родині військового льотчика, строкову службу проходив у десантних військах. Працював у Степанівському міжшкільному навчально-виробничому комбінаті. Мобілізований навесні 2015 року, понад рік воював на Луганщині, переніс контузію. Після повернення з фронту виявили онкозахворювання. Помер 3 червня 2017 року. Похований у с. Степанівка. Залишились дружина та син.
 Власова Аліна Анатоліївна (ім'я від народження Шеремета Любов), Мишин Коломийський район Івано-Франківська область. Мешкала у м. Львів. Волонтер батальйонів «Донбас», «Айдар», роти «Шторм». Активний учасник Революції Гідності (волонтер в Українському домі). Має посвідчення УБД. Допомагала пораненим бійцям у шпиталях Дніпра, Харкова, Києва. Померла в госпіталі у Пущі-Водиці (Київ) від онкозахворювання. Похована 6 червня 2017 року на Лісовому кладовищі Києва.
 Стефаниця Любомир Миронович, 7 березня 1976, 41 рік, Мостиська Львівська область. Учасник бойових дій в зоні АТО, десантник. Був мобілізований 17 лютого 2015 року. 16 листопада 2015 демобілізований за станом здоров'я. Помер від серцевої хвороби. Похований 8 червня 2017 року.
 Бабенко Олег Юрійович, 2 серпня 1983, Червоноград Львівська область. Демобілізований учасник АТО, старший механік танкової роти 128-ї ОГПБр. Після закінчення ПТУ № 55 2003 року прийшов працювати на шахту «Великомостівська». Мобілізований в серпні 2015 року, до жовтня 2016 виконував завдання в зоні АТО, учасник бойових дій, відзначений нагрудним знаком НГШ «За взірцевість у військовій службі» ІІІ ст. Після демобілізації повернувся на попереднє місце роботи, машиніст гірничих виїмкових машин підземного ДПР № 1 шахти «Великомостівська» ДП «Львіввугілля». Загинув 9 червня 2017 року внаслідок нещасного випадку на виробництві, чоловіка вбило струмом. Залишилися дружина та двоє дітей.
 Корніченко Євген Юрійович, 3 лютого 1984, Харків. Учасник АТО. Військовослужбовець розвідроти 81-ї ОАеМБр. Був мобілізований у 2015 році, потім служив за контрактом. Півроку тому повернувся з фронту, працював озеленювачем на будівельному об'єкті. Знайдений вбитим вранці 7 червня 2017 року на будмайданчику біля багатоповерхівки, проспект Любові Малої (Харків). За повідомленням у соцмережах, вночі на Євгена напали невідомі, побили й вкрали особисті речі. Від отриманих травм він помер. Похований на 7 кладовищі Харкова (Новоселівка). Батько Євгена — інвалід 3 гр., колишній військовослужбовець 22-го батальйону.
 Ткаченко Володимир, 43 роки, Кропивницький. Учасник АТО, військовослужбовець 3-го ОПСпП, учасник оборони Донецького аеропорту. На фронт пішов добровольцем у 2014 році, двічі лікував контузії. Після повернення додому діагностували пухлину мозку, її видали, але за рік хвороба повернулася, 11 червня 2017 року Володимир помер. Поховання 13 червня в Кропивницькому, на Маслениківському кладовищі. Залишилась дружина та двоє дітей.
 Свентик Віктор Степанович, 2 березня 1970, Мар'янівка (Горохівський район) Волинська область. Учасник АТО. Був мобілізований у 2015 році. У червні 2017 року відбув на навчальні збори на Старичівський полігон. Вранці 10 червня 2017 не прокинувся, причиною смерті лікарі констатували серцевий напад. Похований у Мар'янівці. Залишились дружина, доньки, внуки.
 Власенко Володимир Володимирович (позивний «Товстий»), 1977 р.н., Київ. Учасник АТО, військовослужбовець 24-го ОШБ «Айдар». До війни працював водієм. 2015 року пішов добровольцем до військкомату, здобув спеціальність водія гаубичної батареї. Воював у смт Новгородське, де був тяжко поранений, — під час обстрілу в нього під ногами розірвалася граната. Ногу довелося ампутувати, операцію зроблено в грудні 2015-го. 12 червня 2017 року Володимир помер (інфаркт чи інсульт). Поховання 14 червня. Залишилась дружина.
 Бачинський Максим, Дніпро. Учасник АТО, десантник, колишній військовослужбовець 25-ї ОПДБр. Цікавився духовними практиками, християнством та ведичною культурою. Воював від початку бойових дій 2014 року. Зник 16 червня 2017 року. Максим відпочивав у санаторії «Орізонт», смт Сергіївка, Одеська область. Телефоном повідомив, що з кимось посварився на тему сепаратизму (за словами брата — зі співробітником СБУ) і їде до дому потягом Одеса — Костянтинівка. Знайдений 21 червня у морзі Верхньодніпровська. За попередньою інформацією, Максима побили і скинули з потяга на перегоні Вільногірськ — Верховцево біля села Дубове. Залишились мати, брат.
 Дубей Василь Степанович, 48 років, Снятин Івано-Франківська область. Мешкав у м. Коломия. Учасник АТО. Полковник СБУ, начальник Коломийського міжрайонного відділу УСБУ в Івано-Франківській області. 23 роки служив у СБУ, виконував завдання в районі проведення АТО. Нагороджений відомчими відзнаками, медаллю «За заслуги перед Прикарпаттям». Загинув 18 червня 2017 року близько 8:00 у помешканні батьків на Снятинщині, від ураження електричним струмом.
 Федорчук Володимир Володимирович, 1964 р.н., 53 роки, Підгайці Тернопільська область. Учасник АТО. Працював викладачем різьби по дереву у Підгаєцькій художній школі народних ремесел, різьбяр, художник. Керівник туристично-краєзнавчого гуртка в районному Центрі дитячо-юнацької творчості. Пластун-сеніор, член куреня «Сіроманці», з 2005 року працював з дітьми-пластунами на громадських засадах. Учасник Революції Гідності. Після Майдану пішов добровольцем на фронт, воював кілька місяців. Загинув під час триденного турпоходу з дітьми, 20 червня 2017 року близько 12:00 біля с. Устя-Зелене (Монастириський район Тернопільська область), — потонув у річці Дністер, рятуючи свого 14-річного вихованця, якого закрутило у водяний вир. Учень і його наставник потонули, другого хлопця витягли рибалки. Залишилась дружина, двоє дорослих дітей, внуки.
 Олійник Сергій Олексійович (позивний «Вікінг»), 1960 р.н., 57 років, Київ. Учасник АТО. Капітан, начальник розвідки 1-го батальйону 14-ї ОМБр. Багаторічний голова Всеукраїнської профспілки працівників-мігрантів в Україні та за її межами [Архівовано 13 червня 2017 у Wayback Machine.]. Засновник Всеукраїнської профспілки ветеранів АТО і волонтерів. 2015 року пішов добровольцем на фронт, півтора року провів у зоні АТО, воював у районі Мар'їнки. Вбитий 22 червня 2017 року о 20:30 у центрі Києва, у сквері біля музею «Золоті ворота». Син Олійника Ярослав, випускник Київської консерваторії, грав на вулиці на фортепіано, що не сподобалось мешканцю будинку навпроти, виник конфлікт. Коли Сергій Олійник заступився за сина, інший учасник конфлікту в ході словесної перепалки кинувся на нього з ножем і завдав йому кілька смертельних ударів у груди. Вбивця 1959 р.н., пенсіонер, затриманий. З Сергієм прощались в Українському Домі, похований на Берковецькому кладовищі. 23.12.2019 року вбивцю засуджено до 13 років позбавлення волі.
 Михайлов Олександр (позивний «Рижий»), Синельникове Дніпропетровська область. Учасник АТО, гранатометник 1-го взводу 1-ї роти 43-го ОМПБ «Патріот». Три роки провів на фронті, у травні 2017 повернувся додому. Пішов з життя 24 червня 2017 року. Поховання у м. Синельникове. Залишились мати й сестра.
 Сачко Роман Дмитрович, 1962 р.н., Черемхів (Коломийський район) Івано-Франківська область. Демобілізований учасник АТО, військовослужбовець 128-ї ОГПБр. Помер 25 червня 2017 року.
 Домін Ігор Адамович (позивний «Адамович»), 1966 р.н., 51 рік, Львівська область. Мешкав у м. Ірпінь Київська область. Демобілізований учасник АТО, зв'язківець 128-ї ОГПБр. Мав досвід бойових дій у Чечні. На фронт пішов добровольцем, воював більше року — у Станиці Луганській, Щасті, Дебальцевому. Після контузії лікувався у шпиталі. На передовій морально підтримував бійців, за що отримав грамоту «За душпастирську діяльність». Помер 27 червня 2017 року від хвороби. Похований на Алеї Героїв АТО Ірпінського міського цвинтаря. Залишилась дружина.
 Осадчий Володимир Володимирович, 12 березня 1969, Кременчук. Учасник АТО, молодший сержант, військовослужбовець 30-ї ОМБр. Загинув 27 червня 2017 року у м. Кременчук внаслідок ДТП, — переходив дорогу близько 23:00 поза межами пішохідного переходу, від удару автомобіля Opel загинув на місці.
 Зенченко Федір,  1993, Скалат Підволочиський район Тернопільська область. Демобілізований учасник АТО, водій 3-го батальйону 24-ї ОМБр. Виріс у багатодітній родині, де було 8 дітей. Тато помер, коли вони були ще зовсім малими. Мобілізований 2015 року, служив у секторі А в смт Новотошківське. Повернувся з фронту 11 липня 2016. Поїхав до сестри в Польщу, щоб відпочити від війни. Раптово стало зле, впав у кому, переніс операцію. Помер о 21:36 29 червня 2017 року у військовому госпіталі м. Вроцлав. За словами матері, у Федора виявили пухлину головного мозку. Похований у рідному Скалаті. Лишились мати, сестри, вагітна наречена.
 Тимрієнко Олександр, 38 років, Боблів Немирівський район Вінницька область. Демобілізований учасник АТО. На війні був півтора року з 2015-го, воював в Авдіївці. Вбитий 30 червня 2017 року односельцем, якого Олександр впустив до себе жити зі співмешканкою. Під час відпочинку на ставку між чоловіками виникла сварка та бійка, від удару в голову Олександр впав у ставок і потонув. Квартиранти не надали йому допомогу і нікому про це не сказали. Тіло знайшли у ставку 2 липня. Похований в с. Боблів.